# Liste der denkmalgeschützten Objekte in Plzeň
Grundlage dieser Liste der denkmalgeschützten Objekte in Pilsen ist die ÚSKP-Liste (Ústřední seznam kulturních památek České republiky, deutsch Zentrale Liste der Kulturdenkmäler der Tschechischen Republik), die von der tschechischen Denkmalschutzbehörde NPÚ (Národní památkový ústav, deutsch Nationale Denkmalbehörde) seit 1987 geführt wird und an die seit dem Jahr 1850 geschaffenen Listen anschließt.
Für die einzelnen Stadtteile gibt es separate Listen: 
- Liste der denkmalgeschützten Objekte in Plzeň-Vnitřní Město (Pilsen-Innenstadt)
- Liste der denkmalgeschützten Objekte in Plzeň-Jižní Předměstí (Pilsen-Südvorstadt)
- Liste der denkmalgeschützten Objekte in Plzeň-Severní Předměstí (Pilsen-Nordvorstadt)
- Liste der denkmalgeschützten Objekte in Plzeň-Východní Předměstí (Plzeň 2) (Pilsen 2-Ostvorstadt)
- Liste der denkmalgeschützten Objekte in Plzeň-Východní Předměstí (Plzeň 3) (Pilsen 3-Ostvorstadt)
- Liste der denkmalgeschützten Objekte in Bolevec (Bolewetz)
- Liste der denkmalgeschützten Objekte in Božkov (Boschkau)
- Liste der denkmalgeschützten Objekte in Doubravka (Dobraken)
- Liste der denkmalgeschützten Objekte in Hradiště (Hradischt)
- Liste der denkmalgeschützten Objekte in Koterov (Kotterau)
- Liste der denkmalgeschützten Objekte in Křimice (Krimitz)